# Цейтлин, Аркадий Александрович
Арка́дий Алекса́ндрович Це́йтлин (род. 31 августа 1956, Москва; англ. Arkady Tseytlin) — советский, российский и британский физик-теоретик, доктор физико-математических наук. Один из ведущих в специалистов по теории суперструн. Профессор теоретической физики в Имперском колледже Лондона. Ведущий научный сотрудник ФИАН . Член  Royal  Society (Британской Академии  Наук). 
А. Цейтлин внёс  важный  вклад в разработку современной теории струн. В частности, он (вместе с Е. С. Фрадкиным) развил сигма-модельный подход к динамике струн в искривлённом пространстве-времени и установил центральную роль действия Борна-Инфельда в теории открытых струн. А. Цейтлин построил (совместно с Р. Р. Мецаевым) действие суперструн в пространстве анти-де Ситтера, которое играет центральную роль в дуальности между калибровочными полями и струнами и лежащее в основе точного решения N=4 суперсимметричной теории Янга-Миллса на основе интегрируемости.

## Основные работы
- S. Frolov and A. A. Tseytlin, «Semiclassical quantization of rotating superstring in AdS(5) x S5». JHEP 0206 (2002) 007
- R. R. Metsaev and A. A. Tseytlin, «Exactly solvable model of superstring in Ramond-Ramond plane wave background». Phys. Rev. D 65 (2002) 126004
- I. R. Klebanov and A. A. Tseytlin, «Gravity duals of supersymmetric SU(N) x SU(N+M) gauge theories». Nucl. Phys. B 578 (2000) 123
- S. S. Gubser, I. R. Klebanov and A. A. Tseytlin, «Coupling constant dependence in the thermodynamics of N=4 supersymmetric Yang-Mills theory». Nucl. Phys. B 534 (1998) 202
- R. R. Metsaev and A. A. Tseytlin, «Type IIB superstring action in AdS(5) x S5 background». Nucl. Phys. B 533 (1998) 109
- S. S. Gubser, I. R. Klebanov and A. A. Tseytlin, «String theory and classical absorption by three-branes». Nucl. Phys. B499 (1997) 217
- A. A. Tseytlin, «On nonAbelian generalization of Born-Infeld action in string theory». Nucl. Phys. B 501 (1997)
- I. R. Klebanov and A. A. Tseytlin, «Entropy of near extremal black p-branes». Nucl. Phys. B 475 (1996)
- A. A. Tseytlin, «Harmonic superpositions of M-branes». Nucl. Phys. B 475 (1996)
- A. A. Tseytlin, «Selfduality of Born-Infeld action and Dirichlet three-brane of type IIB superstring theory». Nucl. Phys. B 469 (1996) 51
- A. A. Tseytlin and C. Vafa, «Elements of string cosmology». Nucl. Phys. B 372 (1992) 443
- R. R. Metsaev and A. A. Tseytlin. «Order alpha-prime (Two Loop) Equivalence of the String Equations of Motion and the Sigma Model Weyl Invariance Conditions». Nucl. Phys. B 293 (1987) 385
- A. A. Tseytlin, «Vector Field Effective Action in the Open Superstring Theory» Nucl. Phys. B 276 (1986) 391
- E. S. Fradkin and A. A. Tseytlin, «Quantum String Theory Effective Action» Nucl. Phys. B 261 (1985) 1
- E. S. Fradkin and A. A. Tseytlin, «Nonlinear Electrodynamics from Quantized Strings». Phys. Lett. B (1985) 123
- E. S. Fradkin and A. A. Tseytlin, «Effective Field Theory from Quantized Strings». Phys. Lett. B 158 (1985) 316
- E. S. Fradkin and A. A. Tseytlin, «Renormalizable asymptotically free quantum theory of gravity». Nucl. Phys. B 201 (1982) 469